# Função modular

O módulo ou valor absoluto (representado matematicamente como {\displaystyle |a|}) de um número real {\displaystyle a} é o seu valor numérico absoluto, ou seja, desconsiderando-se seu sinal. Está associado à ideia de distância de um ponto até sua origem (o zero), ou seja, a sua magnitude.

## Definição de módulo
O módulo de a pode ser definido da seguinte forma:
{\displaystyle |a|={\begin{cases}a,&{\mbox{se }}a\geq 0\\-a,&{\mbox{se }}a<0.\end{cases}}}
Como pode ser visto a partir da definição acima, o valor absoluto de a é sempre positivo ou zero, mas nunca negativo.

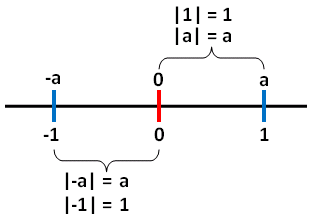
Gráfico demonstrativo para conceituação matemática da distância para valores absolutos ou módulos

Do ponto de vista da geometria analítica, o valor absoluto de um número real é a sua distância até o zero na reta numérica real e, em geral, o valor absoluto da diferença entre dois números reais é a distância entre eles. De fato, a noção abstrata de distância em matemática pode ser vista como uma generalização do valor absoluto da diferença.

## Definição de função modular
Uma função modular é uma aplicação de {\displaystyle \mathbb {R} } em {\displaystyle \mathbb {R} } quando cada {\displaystyle x\in \mathbb {R} } está associado um elemento {\displaystyle |x|\in \mathbb {R} }.
Logo uma função modular é uma função definida por partes, e sua forma mais geral é dada por:
{\displaystyle f(x)={\begin{cases}x,&{\mbox{se }}x\geq 0\\-x,&{\mbox{se }}x<0.\end{cases}}}
Essa é a forma mais geral de uma função modular, porém é possível que haja diferentes tipos de funções combinadas com funções modulares.

## Propriedades
Como a notação da raiz quadrada sem sinal representa a raiz quadrada positiva, segue que
| {\displaystyle \|a\|={\sqrt {a^{2}}}} | {\displaystyle (1)} |
que, às vezes, é utilizado como definição do valor absoluto de um número real.
O valor absoluto possui as seguintes propriedades fundamentais:
| {\displaystyle \|a\|\geq 0}             | {\displaystyle (2)} | É não negativo      |
| {\displaystyle \|a\|=0\iff a=0}         | {\displaystyle (3)} | É positivo definido |
| {\displaystyle \|ab\|=\|a\|\|b\|}       | {\displaystyle (4)} | É multiplicativo    |
| {\displaystyle \|a+b\|\leq \|a\|+\|b\|} | {\displaystyle (5)} | É subaditivo        |
Outras propriedades importantes do valor absoluto incluem:
| {\displaystyle \|-a\|=\|a\|}                              | {\displaystyle (6)}  | Simetria                                                            |
| {\displaystyle \|a-b\|=0\iff a=b}                         | {\displaystyle (7)}  | Identidade dos indiscerníveis (equivalente a ser positivo definido) |
| {\displaystyle \|a-b\|\leq \|a-c\|+\|c-b\|}               | {\displaystyle (8)}  | Desigualdade triangular (equivalente à subadtividade)               |
| {\displaystyle \|a/b\|=\|a\|/\|b\|{\mbox{ (se }}b\neq 0)} | {\displaystyle (9)}  | Preservação da divisão (equivalente à multiplicatividade)           |
| {\displaystyle \|a-b\|\geq \|\|a\|-\|b\|\|}               | {\displaystyle (10)} | (equivalente à subaditividade)                                      |
No caso em que b > 0, há também as seguintes propriedades úteis com relação às desigualdades:
{\displaystyle |a|\leq b\iff -b\leq a\leq b}
{\displaystyle |a|\geq b\iff a\leq -b{\mbox{ ou }}b\leq a}
Tais relações podem ser utilizadas para resolver inequações envolvendo valores absolutos. Por exemplo:
| {\displaystyle \|x-3\|\leq 9} | {\displaystyle \iff -9\leq x-3\leq 9} |
|                               | {\displaystyle \iff -6\leq x\leq 12}  |
O valor absoluto é usado para definir a diferença absoluta, uma métrica usual nos números reais.
Algumas propriedades adicionais são listadas abaixo:
- {\displaystyle |a|^{2}=a^{2},\qquad \forall a\in \mathbb {R} }
- {\displaystyle |-a|=|a|,\qquad \forall a\in \mathbb {R} }
- {\displaystyle |a+b|\leq |a|+|b|,\qquad \forall a,b\in \mathbb {R} }